# Conatus
Conatus (latim para esforço; impulso, inclinação, tendência; cometimento) é um termo ou conceito usado na filosofia para se referir a uma inclinação inata de uma coisa para continuar a existir e se aprimorar. Esta "coisa" pode ser a mente, a matéria ou uma combinação de ambos. Durante milênios, muitas definições e tratamentos diferentes têm sido formulados por filósofos. Os filósofos do século XVII René Descartes, Baruch Spinoza, Gottfried Leibniz, e Thomas Hobbes fizeram importantes contribuições.  O conatus pode se referir ao instintivo "desejo de viver" de organismos vivos ou às várias teorias de movimento e inércia. Frequentemente, o conceito é associado com a vontade de Deus em uma visão panteísta da Natureza. O conceito pode ser dividido em definições distintas para a mente e o corpo quando se discute força centrífuga e inércia.
A história do termo conatus é de uma série de ajustes sutis no significado e esclarecimentos de âmbitos desenvolvidos ao longo do curso de dois milênios e meio. Sucessivos filósofos adotam o termo colocando seu próprio toque pessoal sobre o conceito, cada um desenvolvendo o termo de forma diferente de tal forma que agora não existe uma definição concreta e universalmente aceita. Os primeiros autores a discutir o conatus escreveram inicialmente em latim, baseando sua utilização em conceitos da Grécia Antiga. Estes pensadores, portanto, usaram "conatus" não apenas como um termo técnico mas como uma palavra comum e em um sentido geral. Em textos arcaicos, é difícil de discernir o uso mais técnico do mais comum, e eles também difíceis de se diferenciar em tradução. Atualmente, conatus é raramente usado no sentido técnico, uma vez que a física moderna usa conceitos como inércia e conservação de momento, que a substituíram. O termo foi, no entanto, uma influência notável aos pensadores do século XIX e XX, tais como Arthur Schopenhauer, Friedrich Nietzsche, e Louis Dumont.

## Origens clássicas

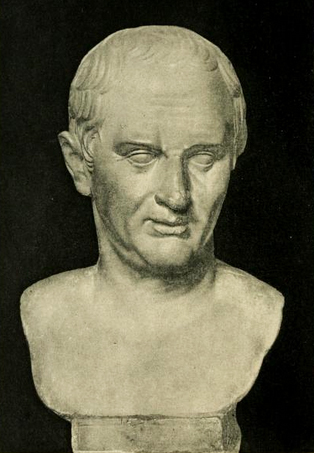
Marco Túlio Cícero

O termo latino cōnātus vem do verbo cōnor, que é geralmente traduzido em português como "tentar", "procurar"; mas o conceito do conatus foi primeiro desenvolvido pelos estoicos (333–264 a.C.) e peripatéticos (c. 335 a.C.) na Antiguidade. Estes grupos usavam a palavra ὁρμή (hormê, traduzida em latim por ímpeto) para descrever o movimento da alma em direção a um objeto, e do qual um ato físico resulta. Os pensadores clássicos, Cícero (106–43 a.C.) e Diógenes Laércio (c. 235 a.C.), expandiram este princípio para incluir uma aversão à destruição, mas continuaram a limitar sua aplicação às motivações de animais não humanos. Diógenes Laércio, por exemplo, nega especificamente a aplicação do termo a plantas. Antes do Renascimento, Tomás de Aquino (c. 1225–1274 d.C.), João Duns Escoto (c. 1266–1308 d.C) e Dante Alighieri (1265–1321 d.C.) expressaram sentimentos semelhantes usando as palavras latinas vult, velle ou appetit como sinônimos de conatus; de fato, todos os quatro termos podem ser usados para traduzir a palavra grega ὁρμή. Posteriormente, Bernardino Telesio e Tommaso Campanella estenderam as antigas noções gregas e aplicaram-nas a todos os objetos, animados e inanimados.
Primeiro Aristóteles e, em seguida, Cícero e Laércio aludiram, cada qual, a uma conexão entre o conatus e outras emoções. Na opinião deles, aquele induz estas. Eles alegaram que os seres humanos não desejam fazer algo porque eles pensam este algo que é "bom", mas ao invés disso eles pensam que é "bom" porque eles querem fazê-lo. Em outras palavras, a causa do desejo humano é a inclinação natural de um corpo para se argumentar de acordo com os princípios do conatus.

## Visões medievais
Existe uma conexão tradicional entre o conatus e o movimento em si. Aquino e Judá Abravanel (1265–1321) ambos relacionaram o conceito diretamente àquele que Agostinho de Hipona (354–430 d.C.) considerou como os "movimentos naturais para cima e para baixo ou com seu ser equilibrado em uma posição intermediária " descrito em seu De Civitate Dei, (c. 520 d.C.). Eles chamaram esta força que causa a queda e a ascensão dos objetos de "amor naturalis", ou "amor natural".
No século VI, João Filopono (c. 490–c. 570 d.C.) criticou a opinião de Aristóteles sobre o movimento, observando a inconsistência entre a discussão de Aristóteles sobre projéteis, onde o meio de éter mantém os projéteis indo, e sua discussão sobre o vazio, onde não há tal meio e, portanto, o movimento de um corpo deveria ser impossível. Filopono propôs que o movimento não era mantido pela ação de algum meio circundante, mas por alguma propriedade, ou conatus implantado no objeto quando ele é posto em movimento. Este não era o conceito moderno de inércia, pois ainda havia a necessidade de uma potência inerente para manter o corpo em movimento. Este ponto de vista foi fortemente contestado por Averróis e muitos filósofos escolásticos que apoiavam Aristóteles. O ponto de vista aristotélico também foi desafiado no mundo islâmico. Por exemplo, Ibn al-Haytham (Alhazen) parece ter apoiado a visão de Filopono, enquanto desenvolvia um conceito semelhante à inércia. O conceito de inércia foi desenvolvido de forma mais clara na obra de seu contemporâneo Avicena, que concebeu uma força permanente cujo efeito é dissipado apenas como resultado de agentes externos, tais como a resistência do ar, fazendo dele "o primeiro a conceber um tal tipo permanente de virtude cunhada para movimento não natural." O conceito de Avicena de mayl é quase o oposto do conceito aristotélico de movimento violento e é reminiscência da primeira lei de Newton. Avicena também desenvolveu uma ideia semelhante ao momento linear, quando ele tentou proporcionar uma relação quantitativa entre o peso e a velocidade de um corpo em movimento.
Jean Buridan (1300–1358) também rejeitou a noção de que esta propriedade geradora de movimento, a qual ele nomeou ímpeto, dissipava-se espontaneamente. A posição de Buridan foi de que um objeto em movimento seria preso pela resistência do ar e o peso do corpo que se oporia ao ímpeto. Ele também afirmou que o ípeto aumenta com a velocidade; assim, sua ideia inicial de ímpeto era similar em muitas maneiras ao conceito moderno de momento linear. Apesar das semelhanças óbvias às ideias mais modernas de inércia, Buridan observou sua teoria como apenas uma modificação da filosofia básica de Aristóteles, mantendo muitos outros pontos de vista peripatéticos, incluindo a crença de que ainda havia uma diferença fundamental entre um objeto em movimento e um objeto em repouso. Buridan também sustentou que o ímpeto poderia não ser apenas linear, mas também de natureza circular, causando aos objetos como os corpos celestes moverem-se em círculo.

## Em Descartes

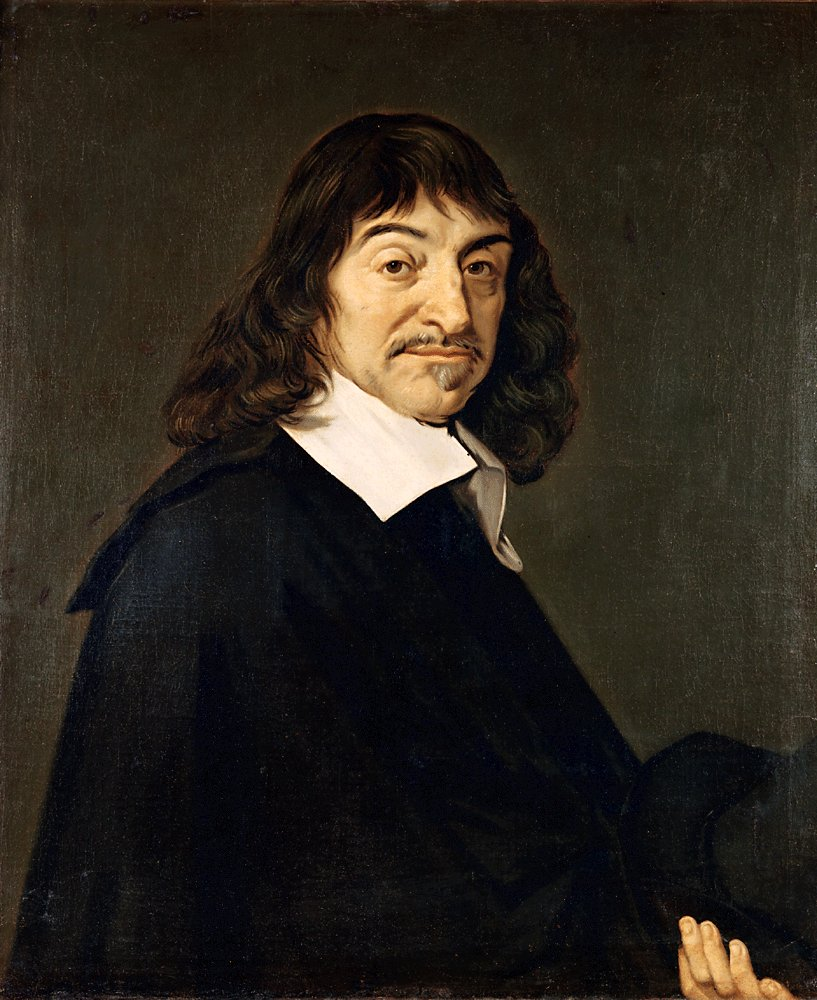
René Descartes

Na primeira metade do século XVII, René Descartes (1596–1650) começou a desenvolver um conceito mais moderno e materialista do conatus, descrevendo-o como "uma força ou tendência ativas dos corpos para se moverem, expressando o poder de Deus ". Enquanto os antigos usaram o termo em um sentido estritamente  antropomórfico semelhante ao "esforço" ou "tentativa" voluntários para alcançar certos fins, e os filósofos escolásticos medievais desenvolveram uma noção de conatus como uma propriedade intrínseca misteriosa das coisas, Descartes usa o termo em um sentido algo mais mecanicista. Mais especificamente, para Descartes, em contraste com Buridan, movimento e estagnação são dois estados da mesma coisa, não coisas diferentes. Embora haja muita ambiguidade na noção de Descartes sobre o conatus, pode-se ver aqui o início do afastamento da atribuição de desejos e intenções para com a natureza e seu funcionamento em direção a uma visão mais científica e moderna.
Descartes rejeitou o ponto de vista teleológico, ou intencional, do mundo material que era dominante no Ocidente desde o tempo de Aristóteles. A mente não é vista por Descartes como parte do mundo material, e, portanto, não está sujeita às leis estritamente mecânicas da natureza. Movimento e repouso, por outro lado, são propriedades das interações da matéria de acordo com as eternamente fixadas leis mecânicas. Deus apenas coloca a coisa toda em movimento no início, e depois não interfere exceto para manter as regularidades dinâmicas do comportamento mecânico dos corpos. Assim, não há teleologia real nos movimentos dos corpos já que a coisa toda reduz-se às colisões governadas por lei e suas constantes reconfigurações. O conatus é apenas a tendência de corpos de se moverem quando eles colidem uns com os outros. Deus pode configurar esta atividade em movimento, mas depois disso nenhum "novo" movimento ou repouso pode ser criado ou destruído.
Descartes especifica duas variedades do conatus: conatus a centro e conatus recedendi. Conatus a centro, ou "tendência para o centro", é usado por Descartes como uma teoria da gravidade; conatus recendendi, ou "tendência para fora do centro", representa as  forças centrífugas. Estas tendências não são para serem pensadas em termos de disposições e intenções animadas, nem como propriedades inerentes ou "força" das coisas, mas sim como uma característica externa, unificadora do universo físico em si, ao qual Deus outorgou.
Descartes, durante o desenvolvimento de sua Primeira Lei da Natureza, também invoca a ideia de um conatus se movendi, ou "conatus de auto-preservação ". Esta lei é uma generalização do princípio da inércia, o qual foi anteriormente desenvolvido e demonstrado experimentalmente por Galileu. O princípio foi formalizado por Isaac Newton e convertido na primeira de suas três Leis do Movimento, cinquenta anos após a morte de Descartes. A versão de Descartes declara: "Cada coisa, na medida em que se encontra, sempre persevera no mesmo estado, e quando uma vez movida, sempre continua a se mover."

## Em Hobbes

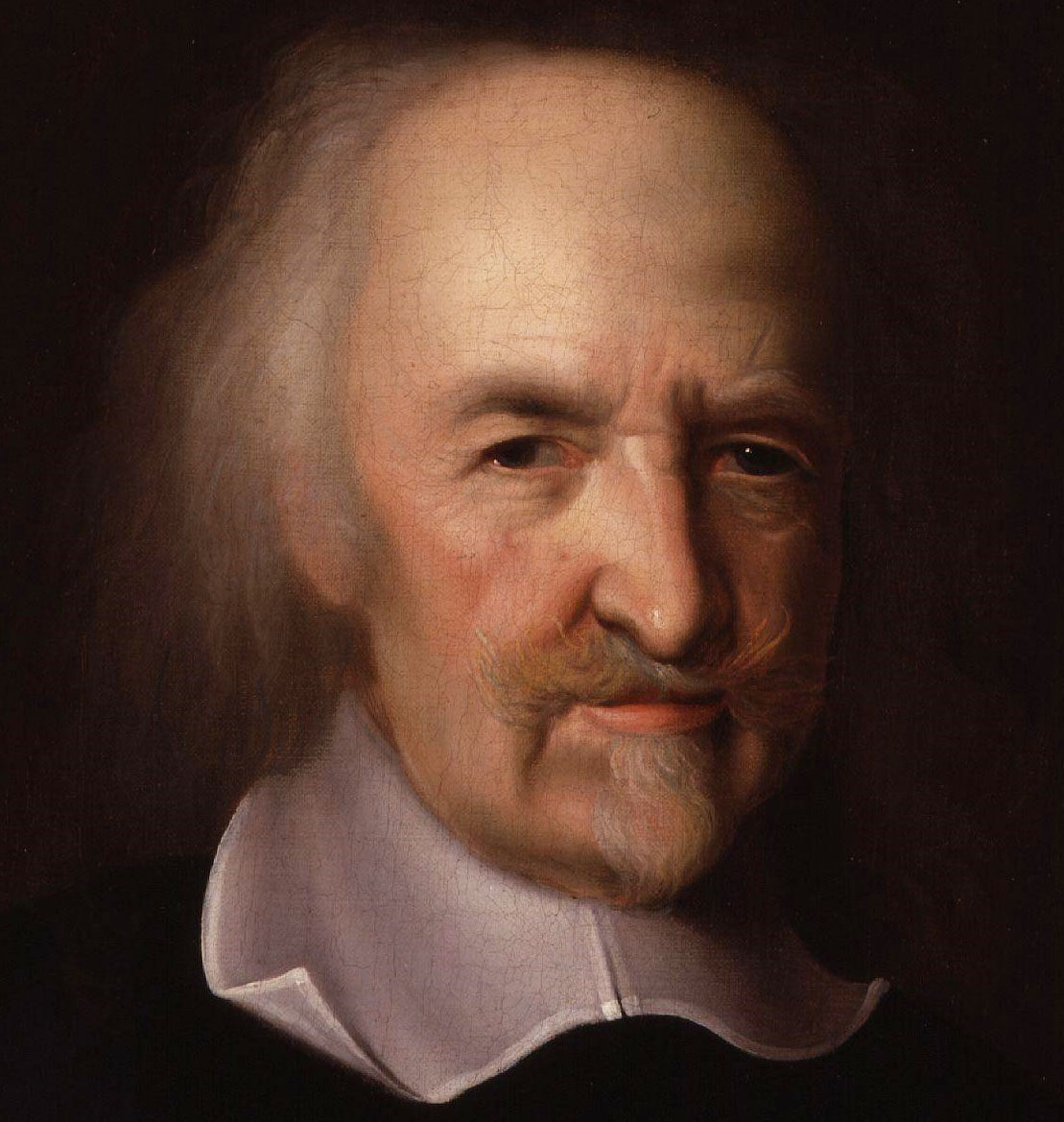
Thomas Hobbes

### Conatuse a psique
Thomas Hobbes (1588–1679), também, trabalhou fora das noções anteriores do princípio do conatus. No entanto, ele criticou as definições anteriores por falharem em explicar a origem do movimento. Trabalhar para este fim tornou-se o principal foco da obra de Hobbes nesta área. De fato, Hobbes "reduz todas as funções cognitivas da mente a variações de suas funções" conativas.
Além disso, Hobbes descreve a emoção como o início do movimento e a vontade como a soma de todas emoções. Esta "vontade" forma o conatus de um corpo e sua manifestação física é a percebida "vontade de sobreviver ". A fim de que os seres vivos possam desenvolver-se, Hobbes diz, "eles buscam paz e combatem qualquer coisa que ameace esta paz ". Hobbes também equipara este conatus com "imaginação", e declara que uma mudança no conatus, ou vontade, é o resultado de "deliberação".

### Conatuse física
Eu defino [conatus] como o movimento feito em menos espaço e tempo do que pode ser determinado; isto é, menos do que pode ser determinado ou designado por exposição ou número; isto é, movimento feito através do comprimento de um ponto, e em um instante ou ponto de tempo.

Como em sua teoria psicológica, o conatus físico de Hobbes é uma unidade infinitesimal de movimento. É o início do movimento: uma inclinação em uma direção específica. O conceito de ímpeto, como usado por Hobbes, é definido em termos deste conatus físico. É "uma medida do conatus exercida por um corpo em movimento ao longo do tempo". Resistência é causada por um conatus contrário; força é este movimento mais "a magnitude do corpo". Hobbes também usa a palavra conatus para referir-se às "forças restauradoras" que podem causar às molas, por exemplo, contração ou expansão. Hobbes afirma que há alguma força inerente nestes objetos que os predispõe a voltar ao seu estado anterior. Atualmente, a ciência atribui este fenômeno à elasticidade material.

## Em Spinoza

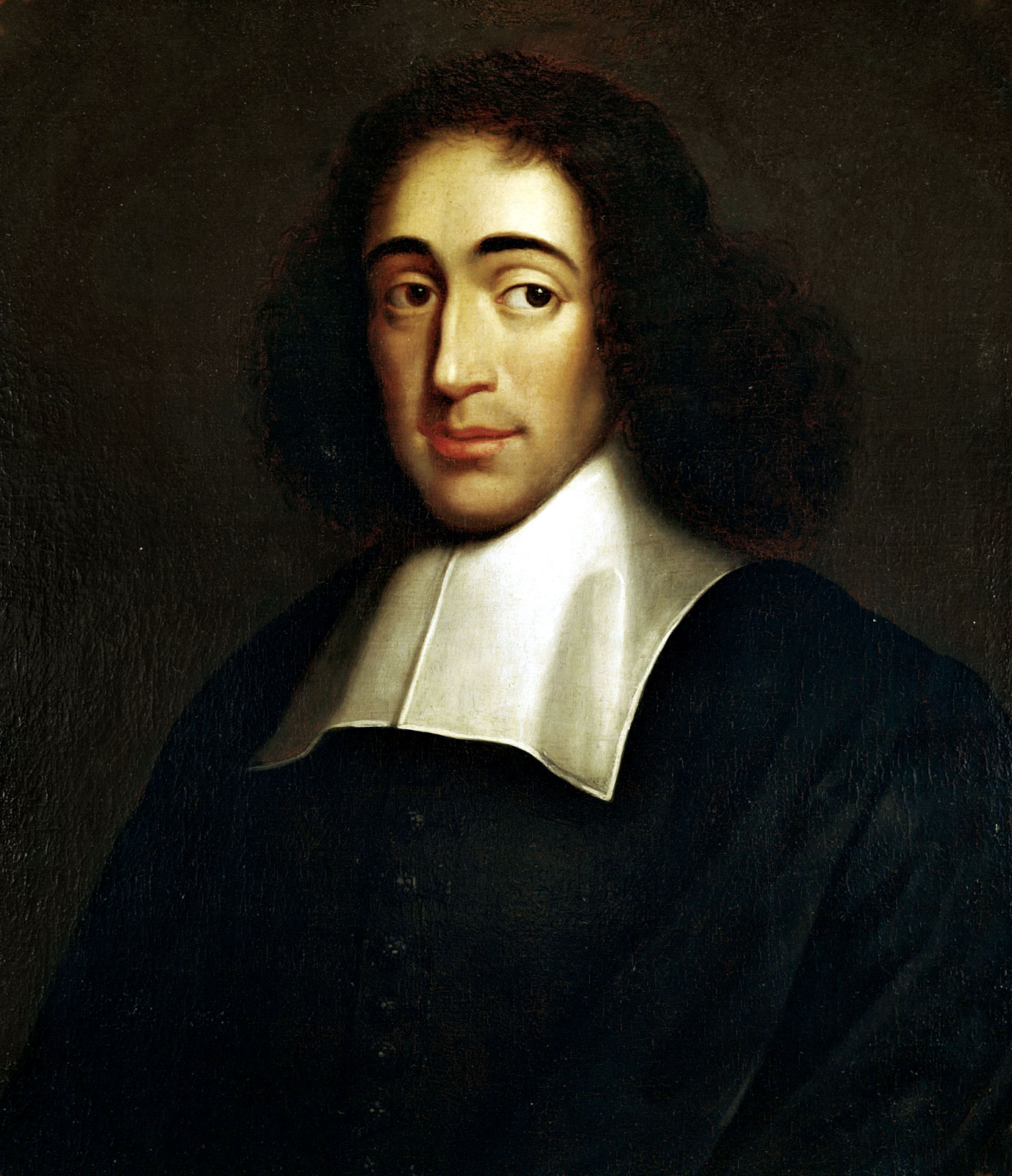
Bento de Spinoza

Conatus é um tema central na filosofia de Bento de Spinoza (1632–1677). De acordo com Spinoza, "cada coisa, à medida que existe em si, esforça-se para perseverar em seu ser " (Ética, parte 3, prop. 6). Spinoza apresenta algumas razões para acreditar nisso. Primeiro, as coisas particulares são, como ele diz, os modos de Deus, o que significa que cada um expressa o poder de Deus em uma maneira particular (Ética, parte 3, prop. 6, dem.). Além disso, nunca poderia ser parte da definição de Deus que seus modos contradigam um ao outro (Ética, parte 3, prop. 5); cada coisa, entretanto, "opõe-se a tudo que possa tirar sua existência " (Ética, parte 3, prop. 6, dem.). Esta resistência à destruição é formulada por Spinoza em termos de um esforço para continuar a existir, e conatus é a palavra que ele mais usa frequentemente para descrever esta força.
O esforço de perseverança não é simplesmente algo que uma coisa faz, além de outras atividades, que pode acontecer de essa coisa se ocupar. Ao contrário, esforçar-se é "nada mais que a essência verdadeira da coisa" (Ética, parte 3, prop. 7). Alguns estudiosos de Spinoza tomam esta frase para dizer que uma coisa é, em última análise, nada mais que um conatus.[carece de fontes?] Spinoza também usa o termo conatus para se referir a conceitos rudimentares de inércia, como Descartes fez anteriormente. Uma vez que uma coisa não pode ser destruída sem a ação de forças externas, movimento e repouso, também, existem indefinidamente até sua perturbação.

### Manifestação comportamental
O conceito de conatus, como usado na psicologia de Bento de Spinoza, é derivado de fontes tanto antigas quanto medievais. Spinoza reformulou princípios que os estoicos, Cícero, Diógenes Laércio, e especialmente Hobbes e Descartes desenvolveram. Uma mudança significativa que ele fez na teoria de Hobbes é sua crença de que o conatus ad motum, (conatus para movimento), não é mental, mas material.
Spinoza, com seu determinismo, acreditava que o homem e a natureza devem ser unificados sob um conjunto consistente de leis; Deus e a natureza são um só, e não há livre-arbítrio. Contrário à maioria dos filósofos de seu tempo e em acordo com a maioria dos filósofos atuais, Spinoza rejeitava a hipótese dualística de que mente, intencionalidade, ética, e liberdade devem ser tratadas como coisas separadas do mundo natural dos eventos e objetos físicos. Sua meta era fornecer uma explicação unificada de todas estas coisas dentro de um quadro naturalista, e sua noção de conatus é central para este projeto. Por exemplo, uma ação é "livre", para Spinoza, somente se ela surge da essência e do conatus de uma entidade. Não pode haver liberdade absoluta e incondicional da vontade, uma vez que todos eventos no mundo natural, incluindo as escolhas e ações humanas, são determinadas de acordo com as leis naturais do universo, que são inevitáveis. No entanto, uma ação ainda pode ser livre no sentido de que não é restringida ou, de outra forma, sujeita a forças externas.
Seres humanos são, portanto, parte integrante da natureza. Spinoza explica o aparentemente irregular comportamento humano como verdadeiramente "natural" e racional e motivado por este princípio do conatus. No processo, ele substitui a noção de livre-arbítrio pelo conatus, um princípio que pode ser aplicado a toda a natureza e não apenas ao homem.

#### Emoções e afetos
A visão de Spinoza sobre a relação entre o conatus e os afetos humanos não é clara. Firmin DeBrabander, professor assistente de filosofia do Maryland Institute College of Art, e António Damásio, professor de neurociência da Universidade do Sul da Califórnia, argumentam que os afetos humanos surgem do conatus e da condução perpétua em direção à perfeição. De fato, Spinoza declara em sua Ética" que a felicidade, especificamente, "consiste de uma capacidade do ser humano de preservar a si mesmo ". Este "esforço" também é caracterizado por Spinoza como a "fundação da virtude". Por outro lado, uma pessoa se entristece por qualquer coisa que se oponha ao seu conatus.
David Bidney (1908–1987), professor da Universidade Yale, discorda. Bidney associa intimamente o "desejo", um afeto primário, ao princípio de conatus de Spinoza. Este ponto de vista é apoiado pelo escólio de IIIP9 da Ética que declara, "Entre apetite e desejo não há diferença, exceto que desejo é geralmente relacionado aos homens na medida em que eles estão conscientes do apetite. Então desejo pode ser definido como o apetite junto com a consciência do apetite." De acordo com Bidney, este desejo é controlado por outros afetos, prazer e dor, e portanto, o conatus se esforça em direção ao que causa alegria e evita o que produz dor.

## Em Leibniz
[Conatus] está para o movimento como um ponto está para o espaço, ou como o um para o infinito, pois é o começo e o fim do movimento.

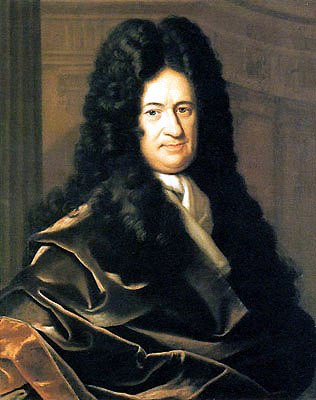
Gottfried Wilhelm Leibniz

Gottfried Leibniz (1646–1716) foi aluno de Erhard Weigel (1625–1699) e aprendeu com ele e com Hobbes sobre o princípio de conatus, embora Weigel usasse a palavra tendentia (Latim: tendência). Leibniz usou a palavra conatus especificamente em seu Exposition and Defence of the New System (1695) para descrever uma noção semelhante à de Hobbes, mas ele distinguiu o conatus do corpo do conatus da alma, sendo que o primeiro pode apenas viajar em linha reta por sua própria capacidade, e que o último pode "lembrar-se" de movimentos mais complicados.
Para Leibniz, o problema do movimento dá uma resolução aos paradoxos de Zeno.
Uma vez que o movimento é contínuo, o espaço deve ser infinitamente divisível. Para que nada absolutamente comece a se mover, deve haver alguma propriedade mental e voluntária ou alguma força inerente nos constituintes básicos do universo que impulsiona as coisas. Este conatus é uma espécie de movimento instantâneo ou "virtual" que todas as coisas possuem, mesmo quando elas estão estáticas. O movimento, entretanto, é apenas a soma de todos os conatus que uma coisa possui, juntamente com as interações das coisas. O conatus está para o movimento como um ponto está para o espaço. O problema com este ponto de vista é que um objeto que colide com outro não seria capaz de se recuperar, se a única força em jogo for o conatus. Portanto, Leibniz foi forçado a postular a existência de um éter que mantém os objetos se movendo e "autorizados" a colisões elásticas. O conceito de Leibniz de uma propriedade mind-like memory-less de conatus, acoplado à sua rejeição aos átomos, enventualmente levou a sua teoria das mónades.
Leibniz também usou seu conceito de conatus para desenvolver os princípios do cálculo integral, adaptando o significado do termo, neste caso, para significar um análogo matemático da força de aceleração de Newton. Ao somar uma infinidade de tais conatuses (isto é, o que é atualmente chamado de integração), Leibniz poderiam medir o efeito de uma força contínua. Ele definiu o ímpeto como o resultado de uma soma contínua do conatus de um corpo, tal como o vis viva (ou a "força viva") é a soma da vis mortua inativa.
Baseado na obra de Kepler e provavelmente de Descartes, Leibniz desenvolveu um modelo de movimento planetário a partir do princípio de conatus, da ideia do éter e de um vórtice fluido. Esta teoria é exposta na obra Tentamen de motuum coelestium causis (1689). De acordo com Leibniz, a análise das órbitas elípticas em um componente circular e radial feita por Kepler pode ser explicada por um "vórtice harmônico" para o movimento circular combinado com uma força centrífuga e gravidade, os quais são exemplos de conatus, para levar em conta o movimento radial. Posteriormente, Leibniz definiu o termo conatus monádico, como o "estado de mudança " através do qual suas mónades avançam perpetuamente.

## Usos e termos relacionados

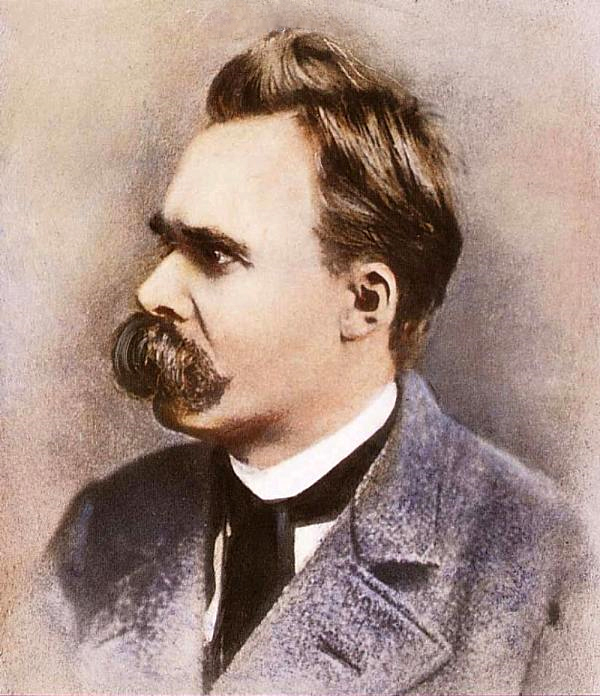
Friedrich Nietzsche

Vários outros usos do termo conatus, além dos termos primários mencionados acima, têm sido formulados por vários filósofos ao longo dos séculos. Existem também alguns termos e conceitos relacionados importantes que têm, mais ou menos, significados e usos semelhantes. Giambattista Vico (1668–1744) definiu conatus como a essência da sociedade humana, e também, em um sentido mais tradicional, hilozoístico, como a potência geradora de movimento que impregna toda a natureza. Quase um século depois do início da ciência moderna, Vico, inspirado pelo neoplatonismo, rejeitou explicitamente o princípio da inércia e as leis de movimento da nova física. Para ele, a natureza não era composta de átomos, como na visão dominante, nem de extensão, como em Descartes, mas de pontos metafísicos animados por um princípio de conatus provocou por Deus.
Arthur Schopenhauer (1788–1860) desenvolveu uma filosofia que contém um princípio particularmente similar ao do conatus de Hobbes. Este princípio, Wille zum Leben, ou "Vontade de Viver", descreveu o fenômeno específico do instinto de auto-preservação de um organismo. Schopenhauer qualificou isto, entretanto, ao sugerir que a vontade de viver não está limitada em duração. Em vez disso, "a vontade desejará absolutamente e por todo o tempo", através das gerações. Friedrich Nietzsche (1844–1900), um antigo discípulo de Schopenhauer, desenvolveu um princípio separado que surgiu de uma rejeição da primazia de Vontade de Viver de Schopenhauer e outras noções de auto-preservação. Ele chamou sua versão de Vontade de Potência, ou Wille zur Macht.
Sigmund Freud (1856–1939), dependeu grandemente da formulação do princípio de conatus por Spinoza como um sistema de auto-preservação, embora ele nunca o tenha citado diretamente em qualquer de suas obras publicadas. Por volta da mesma época, Henri Bergson (1859–1941), desenvolveu o princípio do elan vital, ou "impulso vital", que foi concebido para ajudar na evolução dos organismos. Este conceito, que implica uma força motriz fundamental por trás de toda a vida, é reminiscência do princípio de conatus de Spinoza e outros.
Para Max Scheler, o conceito de Drang é a peça central da antropologia filosófica e da metafísica.  Embora seu conceito tenha sido importante ao longo de toda sua carreira filosófica, só foi desenvolvida mais tarde em sua vida quando seu foco mudou da fenomenologia para a metafísica.  Como o elan vital de Bergson, Drang (condução ou impulso) é o ímpeto de toda vida; no entanto, diferente da metafísica vitalística de Bergson, a significância de Drang é que ele fornece a motivação e a força motriz até mesmo ao espírito (Geist).  O espírito, o qual inclui toda a intencionalidade teórica, é impotente sem o movimento de Drang, o princípio material, bem como de Eros, o princípio psicológico.
O antropólogo cultural Louis Dumont (1911–1988), descreveu um conatus cultural construído diretamente sobre a definição seminal de Spinoza em IIIP3 de sua Ética. O princípio por trás deste conceito derivado afirma que qualquer cultura dada, "tende a perseverar em seu ser, seja por dominar outras culturas ou por lutar contra sua dominação ".

## Significado moderno

### Físico
Após o advento da física newtoniana, o conceito de um conatus de todos os corpos físicos foi em grande parte substituído pelo princípio da inércia e pela Lei da conservação do momento linear. Como Bidney declara, "É verdade que, logicamente, o desejo ou conatus é meramente um princípio da inércia... o fato é, no entanto, que este não é o uso de Spinoza." Da mesma forma, conatus foi usado por muitos filósofos para descrever outros conceitos que têm se tornado lentamente obsoletos. Conatus recendendi, por exemplo, tornou-se a força centrífuga, e a gravidade é utilizada onde o conatus a centro havia sido anteriormente. Atualmente, os temas com os quais o conatus lida são questões de ciência e são, portanto, sujeitos a inquérito pelo método científico.

### Biológico
O conceito arcaico de conatus está sendo atualmente reconciliado com a biologia moderna por cientistas como António Damásio. O conatus de hoje, entretanto, é explicado em termos de química e neurologia onde, antes, era uma questão de metafísica e teurgia. Este conceito pode ser "construído como para manter a coerência das funções e estruturas de um organismo vivo contra numerosas chances de ameaça à vida ".

#### Teoria dos Sistemas
A concepção spinozista de um conatus foi um precursor histórico das teorias modernas de autopoiese em sistemas biológicos. Na teoria dos sistemas e na ciência em geral, o conceito de um conatus pode ser relacionado ao fenômeno de emergência, em que sistemas complexos podem formar-se espontaneamente  de múltiplas estruturas mais simples. As propriedades auto-reguladoras e auto-manutenção de sistemas biológicos e até mesmo sociais podem, portanto, ser consideradas versões moderna do princípio de conatus de Spinoza; entretanto, o alcance da ideia é difinitivamente mais estreito atualmente sem as implicações religiosas da variedade anterior.